# 林瑞昌
林 瑞昌（りん ずいしょう）は、日本統治時代の台湾の医師、政治家。タイヤル族出身であり、民族名はロシン・ワタン（Losing Watan＝楽信·瓦旦）。
台湾原住民の医療福祉と社会的地位の向上に尽力し、第二次世界大戦後は台湾省議員にまでなったが、国民政府の白色テロの犠牲となった。

## 生涯
1908年、林瑞昌は角板山蕃童教育所に入学し渡井三郎という日本名を名乗った。1910年には桃園尋常高等小学校に進学、その後医学を志し1921年3月には台湾総督府医学校（現在の国立台湾大学医学院）を卒業する。卒業後半年間は大学で医学研究に従事したが、1921年10月に故郷のタイヤル族の部落に戻り、高岡、角板山、象鼻、尖石などの地区の医官を務めた。現代医学によりタイヤル族の治療に当たりタイヤル族居住区域で近代医学を発展に大きな貢献をしている。また林瑞昌は日本人とタイヤル族との友好関係の構築にも尽力し、タイヤル族が近代文明生活を享受するために奔走している。1929年、林瑞昌は日本人の日野家の娘と結婚、1945年4月には台湾総督府評議会員に任命されている。
日本の敗戦後、故郷に戻る。1949年11月には第1回台湾省参議員に補欠当選、1951年11月には第1回台湾省議員に当選している。林瑞昌は台湾省議会で原住民の権益確保に努め、原住民の民意代表者の選定、山地行政管理局の設置と山地行政の一元化、原住民の人才育成、山地農村生活の復興などを主張した。
1952年11月、「高山族匪諜事件」により、同じく原住民指導者の高一生（矢多一生・ツォウ族）、湯守仁（湯川一丸・ツォウ族）などと共に国民政府に逮捕され、1954年4月17日に死刑が執行された。